# Franz I. (Sizilien)

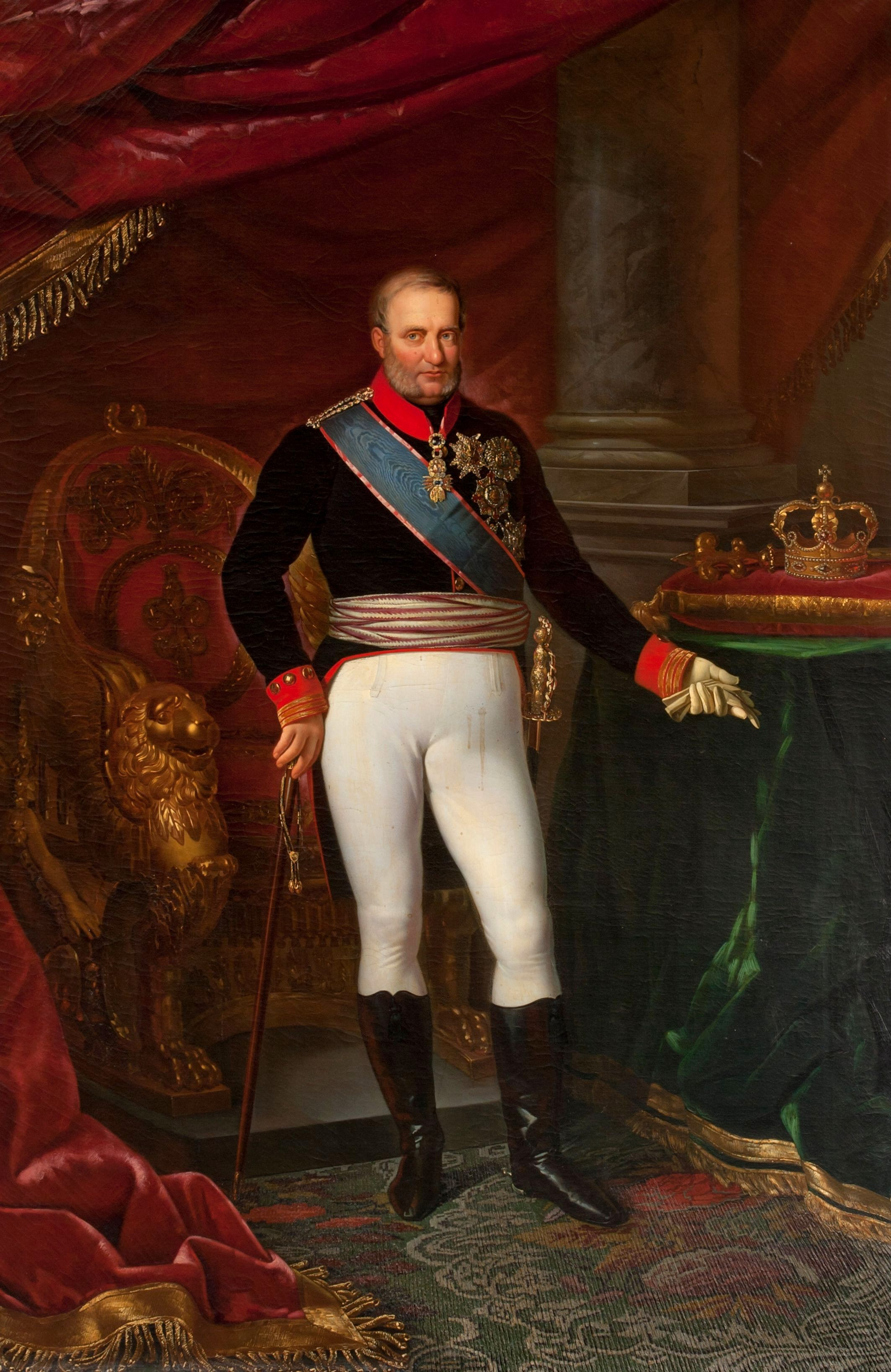
Franz I., König beider Sizilien

König Francesco I. Gennaro (* 19. August 1777 in Neapel; † 8. November 1830 ebenda) aus dem Hause Bourbon regierte von 1825 bis 1830 das Königreich beider Sizilien.

## Leben

### Herkunft und Jugend

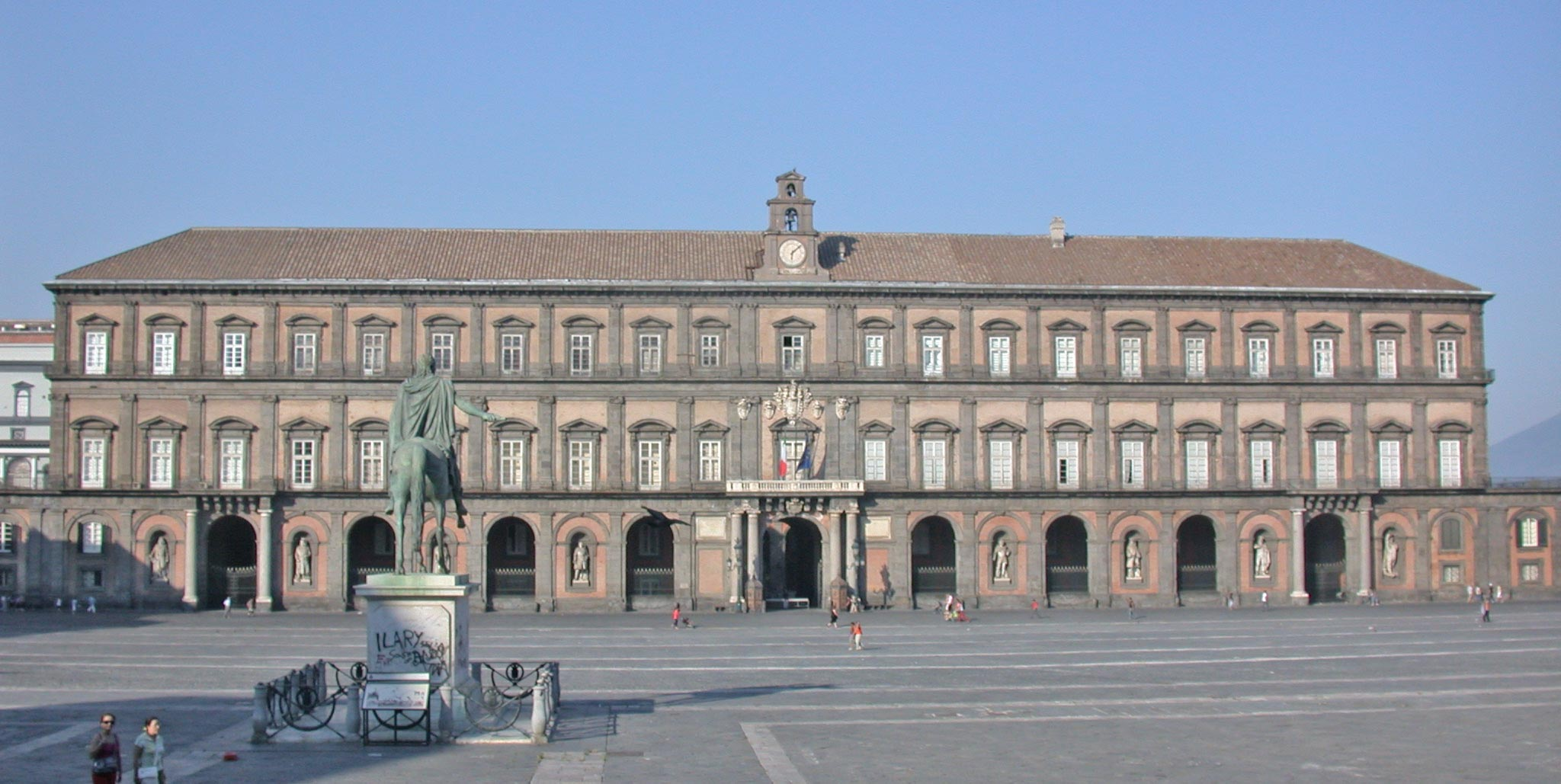
Palazzo Reale in Neapel

Prinz Francesco Gennaro Giuseppe Saverio Giovanni Battista wurde am 19. August 1777 im Palazzo Reale in Neapel als zweiter Sohn des Königs Ferdinand I. von Neapel-Sizilien und dessen erster Gemahlin Maria Karolina von Österreich geboren. Nach dem frühen Tod des älteren Bruders Carlo Tito (1775–1778) wurde er 1778 zum Herzog von Kalabrien und Thronfolger von Neapel und Sizilien ernannt.

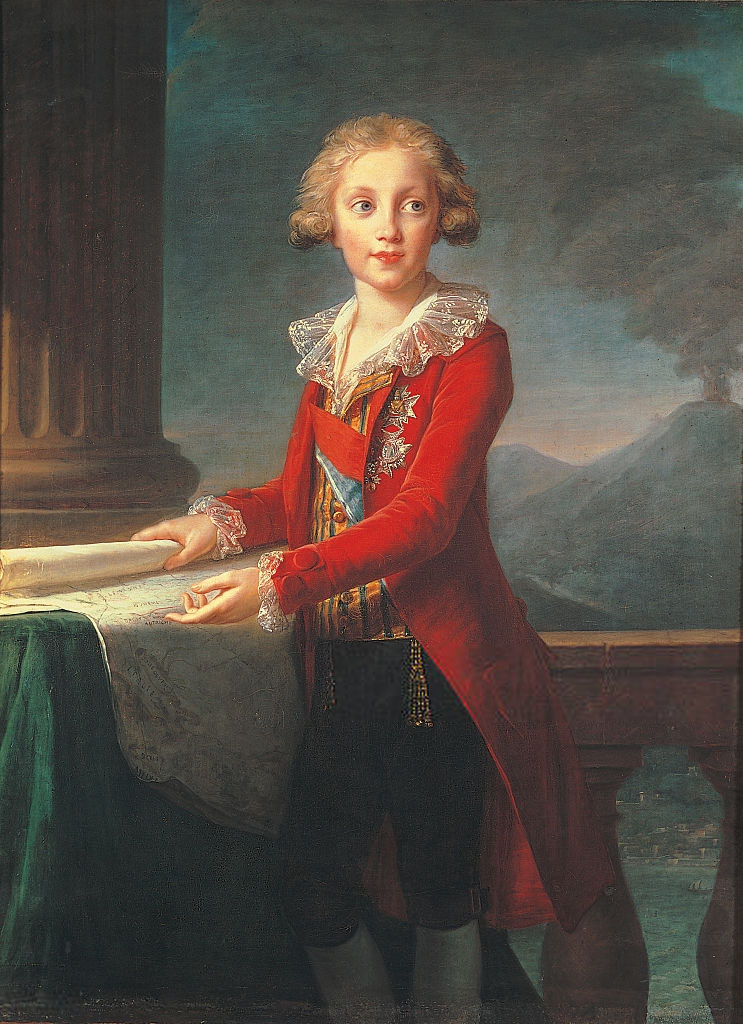
Prinz Francesco Gennaro auf einem Gemälde von Élisabeth Vigée-Lebrun im Museo di Capodimonte, um 1790

### Zeit als Thronfolger
Der junge Thronfolger erhielt eine sorgfältige humanistische und wissenschaftliche Ausbildung, die ihn auf seine zukünftigen Aufgaben angemessen vorbereiten sollte. Zu seinen Lehrern zählten der apulische Physiker Giuseppe Saverio Poli und der Kardinal Domenico Orsini, Herzog von Gravina. Francesco galt als gewissenhafter Schüler; er zeigte vor allem Interesse an naturwissenschaftlichen Themen, insbesondere an Botanik, aber auch an Geschichte. Weniger Interesse hatte er an Latein und anderen Geisteswissenschaften. Er verfasste zwei botanische Abhandlungen: Istruzione per la coltura della pianta del cartamo (Anleitung zum Anbau der Saflorpflanze) und Memoria sulla coltura ed uso dell'erba dell'abbondanza (Abhandlung über den Anbau und Gebrauch des Abbondanza-Krauts).
Mit 18 Jahren durfte er ab 1795 an den Sitzungen des Staatsrates teilnehmen, um in die Regierungsgeschäfte eingeführt zu werden. Während dieser Zeit wagte er niemals, die Entscheidungen seiner Eltern zu kritisieren, und befolgte alle vorgegebenen Richtlinien. Ebenso erklärte er sich bereit, seine Cousine, Erzherzogin Maria Klementine von Österreich, eine Tochter von Leopold II., zu heiraten. Die Verbindung war aus politischen Gründen arrangiert worden, um die Beziehungen zwischen dem Königreich Neapel und dem österreichischen Kaiserhof zu vertiefen. Der Ehevertrag wurde 1790 unterzeichnet, die Hochzeit wurde jedoch aufgrund der Unruhe, welche die Französische Revolution in Europa verursachte, verschoben. Erst in einer Zeit relativen Friedens zwischen Neapel und Paris konnte Maria Clementina ihre neue Heimat gefahrlos erreichen. Die Hochzeit fand am 25. Juni 1797 in Foggia statt.
Im folgenden Jahr, 1798, nahm der Herzog von Kalabrien als Truppenführer des königlichen Heeres an der neapolitanischen Expedition gegen die von den Franzosen ins Leben gerufene Römische Republik teil, um die weltliche Macht des Papstes wiederherzustellen. General Championnet, Oberbefehlshaber der französischen Truppen, welche die Römische Republik schützten, wurde zunächst durch eine fünffach überlegene Truppe der Neapolitaner aus Rom vertrieben, schlug aber im Dezember 1798 die von General von Mack geführten Streitkräfte und eroberte Capua. Im Januar 1799 fielen die französischen Truppen als Vergeltung in das Königreich Neapel ein. Unter englischem Schutz flüchtete die königliche Familie mit Francesco nach Sizilien. Gleichzeitig wurde in Neapel die Parthenopäische Republik ausgerufen. 1801 starb Francescos Gemahlin Maria Clementina in Palermo an den Folgen einer Tuberkulose, einige Monate nach dem Tod des ältesten Sohnes Ferdinando. Kardinal Fabrizio Dionigi Ruffo wurde im Januar 1799 zum Generalvikar des Königreichs berufen und organisierte Aufstände in Apulien und Kalabrien. 1801 kehrte Francesco nach der Rückeroberung von Neapel durch Kardinal Ruffo als Leutnant nach Neapel zurück und blieb dort bis Juni 1802, dem Zeitpunkt der Rückkehr König Ferdinands aus Sizilien.
Nach Ablauf des Trauerjahrs schloss Francesco am 6. Juli 1802 auf Geheiß Ferdinands IV. eine neue Ehe mit der spanischen Infantin Maria Isabella. Ferdinand IV. von Neapel und Karl IV. von Spanien waren Brüder, daher war auch Francescos zweite Ehefrau seine Cousine. Die prunkvollen Hochzeitsfeierlichkeiten fanden vom 6. bis 12. Oktober in Barcelona statt, danach kehrten die Ehegatten nach Neapel zurück. Die neue Ehe, aus der zahlreiche Kinder hervorgingen, war von Ferdinand IV. geplant worden, um das Bündnis zwischen Neapel und Madrid zu erneuern. Die Beziehungen zwischen beiden Staaten kühlten aber schnell wieder ab, da Francescos Mutter, die Königin Maria Carolina, das Königreich Neapel völlig unter den Einfluss Habsburgs brachte.

### Generalvikar von Neapel
Neapel wurde 1806 erneut von der französischen Armee besetzt; die königliche Familie musste abermals in Palermo Zuflucht suchen. Francesco jedoch wurde vom König zum Stellvertreter und Generalvikar auf dem italienischen Festland ernannt, landete bei Sapri und versuchte nach dem Vorbild Ruffos einen Volksaufstand in Kalabrien und der Basilikata zu organisieren. Das Unternehmen scheiterte jedoch schnell und er musste mit dem Rest der royalistischen Anhänger nach Sizilien fliehen.

Das Gemälde von Giuseppe Cammarano zeigt von links nach rechts Maria Isabella von Bourbon-Spanien (zweite Frau von Franz I.) mit Maria Carolina und Maria Antonietta, die zukünftige Großherzogin der Toskana. Luisa Carlotta umarmt die zukünftige Königin von Spanien, Maria Cristina. Am Sockel der Büste Ferdinands I. der kleine Ferdinand II., Erbe des Königreichs beider Sizilien. Franz I. hebt Maria Amalia hoch, die die Büste ihres Großvaters bekränzt. Rechts: Carlo, Prinz von Capua und Leopoldo, Graf von Syrakus

König Ferdinand IV. konnte währenddessen unter dem Schutz der britischen Flotte weiterhin im Königreich Sizilien regieren. Als Sizilien auf Betreiben der Engländer eine Verfassung erhielt, fühlte sich der Wiener Hof brüskiert, worauf die Königin Maria Karoline über Istanbul nach Wien ins Exil ging. König Ferdinand legte am 16. Januar 1812 auf Druck Englands die Regierung nieder und übertrug sie seinem Sohn Francesco, der die neue Verfassung annehmen und Lord Bentinck als Befehlshaber der britischen Truppen im Königreich Sizilien anerkennen musste. Nach dem Ende der Herrschaft Murats in Neapel verließ Ferdinand am 17. Mai 1815 Sizilien und ernannte seinen Sohn zum Statthalter der Insel. Während der neun Jahre, die Francesco in Sizilien verbrachte, nahm er sein ländliches Leben wieder auf und gründete die Modellfarm Boccadifalco, auf der er mit neuen Methoden der Bewässerung, Kultivierung und Pflanzenzucht experimentierte.
Im Dezember 1816 wurden die Königreiche Neapel und Sizilien zum Königreich beider Sizilien vereinigt. Als der König, der sich jetzt Ferdinand I. nannte, die Verfassung von 1812 wieder aufhob, brach 1820 ein Aufstand aus, der nur mit Hilfe Österreichs unterdrückt werden konnte. Während des Aufstands in Neapel und Palermo wurde Francesco zum Generalvikar des Königreichs ernannt. Die österreichische Besatzung in Neapel blieb weiterhin bestehen, auch über den Tod Ferdinands I. hinaus, der am 4. Januar 1825 im Alter von 73 Jahren starb.

### Regierungszeit

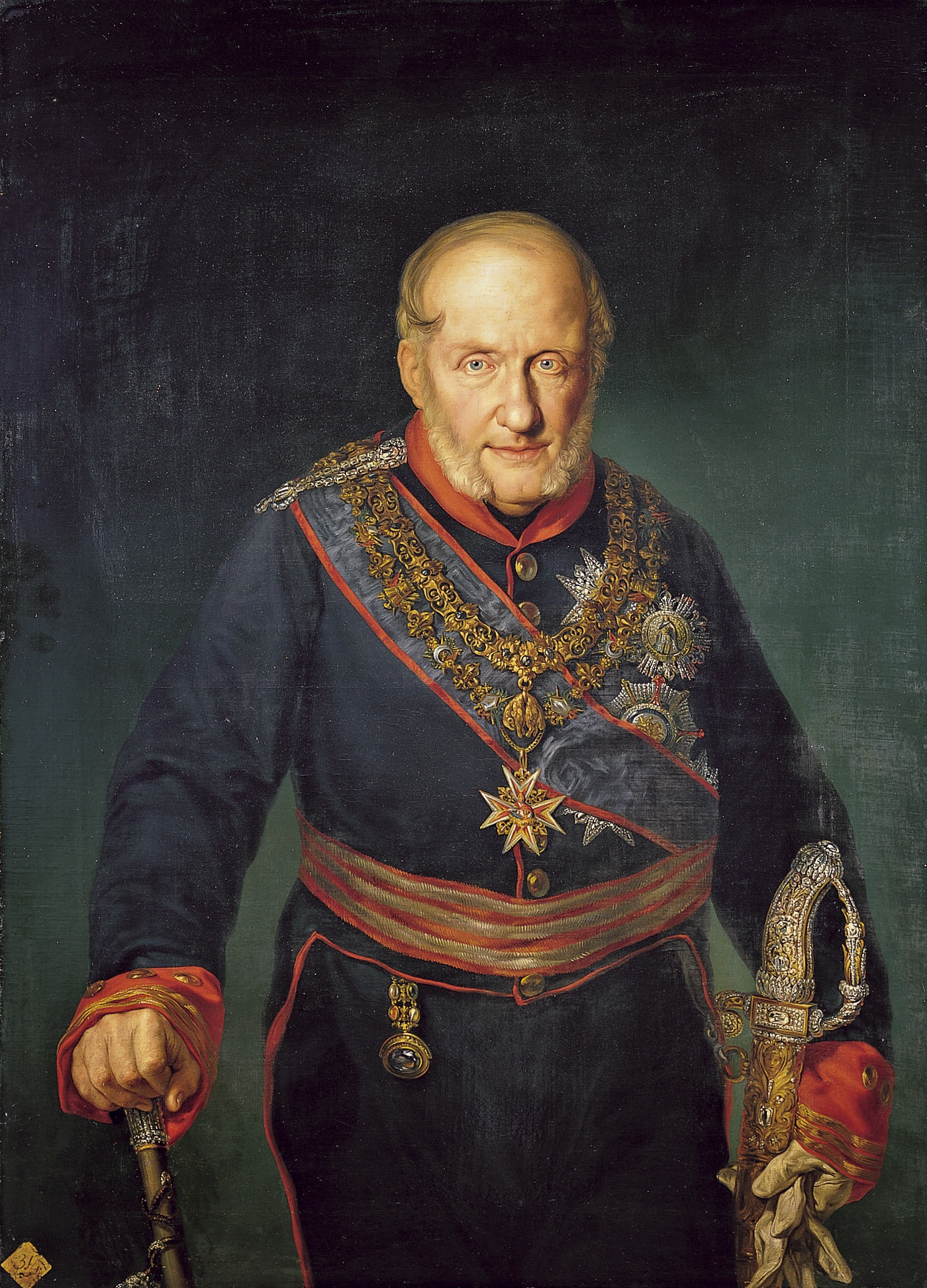
Franz I., König beider Sizilien

Aufgrund ihrer Erfahrungen mit den Regentschaften Franz’ I. als Vikar des Königreichs erwarteten die Liberalen und die ehemaligen Führer des Aufstands eine neue fortschrittliche Politik für das Königreich. Ihre Erwartungen wurden jedoch enttäuscht; Franz I. verfolgte nach seinem Regierungsantritt eine streng reaktionäre Politik, nicht nur, weil sein Reich weiterhin von den österreichischen Truppen kontrolliert wurde, sondern auch, weil es weiterhin von denselben Ministern regiert wurde, die schon seinem Vater gedient hatten. Ministerpräsident in Neapel blieb Luigi de Medici und auf Sizilien amtierte Pietro Ugo delle Favare, beide bekannt für ihren Autoritarismus und ihre Repressionen. Im Jahr 1827 erzielte Franz seinen einzigen politischen Erfolg, als er den Abzug der österreichischen Armee erreichen konnte, die das Land seit 1821 besetzt hielt und von Neapel finanziert werden musste.
Während der Regierungszeit Franz’ I. erstarkten die Carbonari-Geheimbünde, vor allem auf dem Festland und im Osten Siziliens. Im übrigen Sizilien blühten Schmuggel und Korruption. Private bewaffnete Banden im Dienst der Feudalherren (Adlige und Großgrundbesitzer), aus denen später die Cosa Nostra hervorging, verübten zahlreiche Verbrechen.
Am 28. Juni 1828 begann in Cilento ein neuer Aufstand gegen den König, der von Mitgliedern des sogenannten Geheimbundes von Philadelphia ins Leben gerufen wurde und die Wiederherstellung der Verfassung von 1820 forderte. Die Aufständischen nahmen schnell die Städte Centola, Camerota, Bosco und Palinuro ein. Am 1. Juli entsandte König Franz 8000 Soldaten unter dem Minister Francesco Saverio del Carretto, um die Revolte niederzuschlagen. Dabei kam es zu Gewaltakten gegen die Zivilbevölkerung; das aufständische Dorf Bosco wurde am 7. Juli zerstört. Del Carretto drohte damit, auch das Dorf Celle di Bulgheria zu zerstören, wenn der Anführer des Aufstands, der Kanoniker Antonio Maria De Luca, nicht ausgeliefert würde. Letzterer ergab sich der Polizei, um ein Massaker zu verhindern, und wurde einige Tage später nach seiner Exkommunikation zum Tode verurteilt.
Franz I. starb am 8. November 1830 im Alter von 53 Jahren nach nur fünfjähriger Herrschaft und wurde in der Basilika Santa Chiara in Neapel beigesetzt. Sein Sohn Ferdinand Karl Maria folgte ihm als Ferdinand II. auf dem Thron nach.

## Vorfahren
|  |                                                    |  |  |  |  |  |  |  |  |  |  |  |  |
|  | Philipp V. König von Spanien (1683–1746)           |  |  |  |  |  |  |  |  |  |  |  |  |
|  |                                                    |  |  |  |  |  |  |  |  |  |  |  |  |
|  |                                                    |  |  |  |  |  |  |  |  |  |  |  |  |
|  | Karl III. König von Spanien (1716–1788)            |  |  |  |  |  |  |  |  |  |  |  |  |
|  |                                                    |  |  |  |  |  |  |  |  |  |  |  |  |
|  |                                                    |  |  |  |  |  |  |  |  |  |  |  |  |
|  | Elisabetta Farnese (1692–1766)                     |  |  |  |  |  |  |  |  |  |  |  |  |
|  |                                                    |  |  |  |  |  |  |  |  |  |  |  |  |
|  |                                                    |  |  |  |  |  |  |  |  |  |  |  |  |
|  | Ferdinand I. von Neapel-Sizilien (1751–1825)       |  |  |  |  |  |  |  |  |  |  |  |  |
|  |                                                    |  |  |  |  |  |  |  |  |  |  |  |  |
|  |                                                    |  |  |  |  |  |  |  |  |  |  |  |  |
|  | Friedrich August II. Kft. von Sachsen (1696–1763)  |  |  |  |  |  |  |  |  |  |  |  |  |
|  |                                                    |  |  |  |  |  |  |  |  |  |  |  |  |
|  |                                                    |  |  |  |  |  |  |  |  |  |  |  |  |
|  | Maria Amalia von Sachsen (1724–1760)               |  |  |  |  |  |  |  |  |  |  |  |  |
|  |                                                    |  |  |  |  |  |  |  |  |  |  |  |  |
|  |                                                    |  |  |  |  |  |  |  |  |  |  |  |  |
|  | Maria Josepha von Österreich (1699–1757)           |  |  |  |  |  |  |  |  |  |  |  |  |
|  |                                                    |  |  |  |  |  |  |  |  |  |  |  |  |
|  |                                                    |  |  |  |  |  |  |  |  |  |  |  |  |
|  | Franz I. König beider Sizilien                     |  |  |  |  |  |  |  |  |  |  |  |  |
|  |                                                    |  |  |  |  |  |  |  |  |  |  |  |  |
|  |                                                    |  |  |  |  |  |  |  |  |  |  |  |  |
|  | Leopold von Lothringen (1679–1729)                 |  |  |  |  |  |  |  |  |  |  |  |  |
|  |                                                    |  |  |  |  |  |  |  |  |  |  |  |  |
|  |                                                    |  |  |  |  |  |  |  |  |  |  |  |  |
|  | Kaiser Franz I. Stephan (1708–1765)                |  |  |  |  |  |  |  |  |  |  |  |  |
|  |                                                    |  |  |  |  |  |  |  |  |  |  |  |  |
|  |                                                    |  |  |  |  |  |  |  |  |  |  |  |  |
|  | Élisabeth Charlotte de Bourbon-Orléans (1676–1744) |  |  |  |  |  |  |  |  |  |  |  |  |
|  |                                                    |  |  |  |  |  |  |  |  |  |  |  |  |
|  |                                                    |  |  |  |  |  |  |  |  |  |  |  |  |
|  | Maria Karolina von Österreich (1752–1814)          |  |  |  |  |  |  |  |  |  |  |  |  |
|  |                                                    |  |  |  |  |  |  |  |  |  |  |  |  |
|  |                                                    |  |  |  |  |  |  |  |  |  |  |  |  |
|  | Kaiser Karl VI. (1685–1740)                        |  |  |  |  |  |  |  |  |  |  |  |  |
|  |                                                    |  |  |  |  |  |  |  |  |  |  |  |  |
|  |                                                    |  |  |  |  |  |  |  |  |  |  |  |  |
|  | Kaiserin Maria Theresia (1717–1780)                |  |  |  |  |  |  |  |  |  |  |  |  |
|  |                                                    |  |  |  |  |  |  |  |  |  |  |  |  |
|  |                                                    |  |  |  |  |  |  |  |  |  |  |  |  |
|  | Kaiserin Elisabeth Christine (1691–1750)           |  |  |  |  |  |  |  |  |  |  |  |  |
|  |                                                    |  |  |  |  |  |  |  |  |  |  |  |  |
|  |                                                    |  |  |  |  |  |  |  |  |  |  |  |  |

## Ehen und Nachkommen
Am 25. Juni 1797 vermählte er sich in Foggia mit Maria Klementine von Österreich, väterlicher- und mütterlicherseits seine Cousine ersten Grades, mit der er diese zwei Kinder hatte:
- Maria Carolina (* 5. November 1798; † 16. April 1870); ⚭ 1816 Charles-Ferdinand de Bourbon, duc de Berry
- Fernando Francesco (* 27. August 1800; † 1. Juli 1801), Prinz von Neapel-Sizilien

Am 6. Oktober 1802 heiratete er in zweiter Ehe in Neapel Maria Isabel von Spanien, seine Cousine ersten Grades väterlicherseits, die ihm 12 Kinder gebar:
- Luisa Carlotta (* 24. Oktober 1804; † 29. Januar 1844), Prinzessin von Spanien; ⚭ Francisco de Paula de Borbón (1794–1865)
- María Cristina (* 27. April 1806; † 22. August 1878); ⚭  1829 Ferdinand VII., König von Spanien
- Ferdinand II. (* 12. Januar 1810; † 22. Mai 1859), Nachfolger seines Vaters als König beider Sizilien
- Carlo Ferdinando (* 10. Oktober 1811; † 22. April 1862), Prinz von Capua ⚭ (morganatisch) Penelope Smyth (* 19. Juli 1815; † 13. Dezember 1882)[1]
- Leopoldo Benjamin (* 22. Mai 1813; † 4. Dezember 1860), Prinz von Neapel-Sizilien, Graf von Syrakus ⚭  Prinzessin Maria Vittoria von Savoyen-Carignan (* 29. September 1814; † 2. Januar 1874)
- Maria Antonietta (* 19. Dezember 1814; † 7. November 1898); ⚭ Leopold II., Großherzog von Österreich-Toskana
- Antonio, Graf von Lecce (* 23. September 1816; † 12. Januar 1843)
- Maria Amalia (* 25. Februar 1818; † 6. November 1857), Prinzessin von Bourbon; ⚭ Sebastian, Infant von Portugal (1811–1875)
- Maria Carolina (* 29. Februar 1820; † 13. Januar 1861); ⚭ Carlos Luis de Borbón, Graf von Montemolin, karlistischer Prätendent auf den spanischen Thron
- Teresa Maria Cristina (* 14. März 1822; † 28. Dezember 1889); ⚭ 1843 Peter II., Kaiser von Brasilien
- Luigi Carlo Maria (* 19. Juli 1824; † 5. März 1897), Graf von Aquila; ⚭ 28. April 1844 Januária von Brasilien
- Francesco Luigi (* 13. August 1827; † 24. September 1892), Graf von Trapani; ⚭ Erzherzogin Maria Isabella von Österreich-Toskana

## Ehrungen
- Großmeister des Januariusordens
- Großmeister des Konstantinordens
- Großmeister des Ferdinandsordens
- Großmeister des Georgsordens der Vereinigung
- Großmeister des Königlichen Ordens Franz I.

- Ritter des spanischen Ordens vom Goldenen Vlies
- Ritter des französischen Ordens vom Heiligen Geist
- Ritter des französischen Michaelsordens
- Ritter des preußischen Schwarzen Adlerordens
- Ritter des bayrischen Hubertusordens
- Ritter des dänischen Elefanten-Ordens